# Station Kraków Zwierzyniec
Station Kraków Zwierzyniec is een spoorwegstation in de Poolse plaats Krakau.